# آيت موسى (تمسية)
آيت موسى هو دُوَّار يقع بجماعة التمسية، عمالة إنزكان آيت ملول، جهة سوس ماسة في المملكة المغربية. ينتمي الدوّار لمشيخة تمسية التي تضم 8 دواوير. يقدر عدد سكانه بـ 1775 نسمة حسب الإحصاء الرسمي للسكان والسكنى لسنة 2004.

## وصلات خارجية
- البوابة الوطنية للجماعات الترابية
- المندوبية السامية للتخطيط